# Victor de Metz
Victor de Metz, né le 28 avril 1902 à Vesoul, mort le 31 janvier 1982  à Paris, est un ingénieur et chef d'entreprise français, président de la Compagnie française des pétroles de 1945 à 1971.

## Jeunesse, famille et formation
Marie Victor Raoul de Metz est le fils du général de brigade Adalbert de Metz (1867-1946) et de son épouse née Marguerite Élie (1870-1938). Son frère est Marie Joseph Gérard de Metz (X1916) mort pour la France à l'âge de 20 ans le 1er mai 1918.
Né au 45 rue Saint-Martin à Vesoul, il est élève des lycées Hoche et Sainte-Geneviève à Versailles. Il intègre l'École polytechnique dans la promotion 1920N : entré à l'école 17e, il en sort classé 2e sur 205. En 1925, il est ingénieur du corps des mines.
Le 10 juillet 1928, il épouse Anne Toussaint de la Boulinière dont il aura sept enfants[réf. souhaitée], dont Brigitte, épouse Éric de La Varende.

## Carrière
En 1926, il est affecté à Alès.
En 1928, sur recommandation de Thibaut de Solages, il est recruté par la Compagnie française des pétroles — la CFP vient d’être créée en 1924 par Ernest Mercier, à l'initiative du gouvernement français — et détaché dans une filiale roumaine, commune avec d’autres pétroliers : la Steaua Romana. Victor de Metz est rappelé au siège de la CFP à l'été 1936 ; il est nommé directeur en mars 1937 et s'occupe de finance.
En 1941, en France occupée, il est nommé membre du Comité d'organisation des combustibles, alors présidé par Jules Mény, le président d’alors de la CFP.
En octobre 1943, Jules Mény vient d’être arrêté et Victor de Metz est nommé directeur général adjoint de la CFP par le successeur de Mény, Marcel Champin. Jules Mény meurt en déportation au début de l'année 1945, Marcel Champin meurt également la même année : Victor de Metz est nommé président de la CFP en juillet 1945, poste qu'il occupe jusqu'en 1971.
Victor de Metz est le créateur du nom « Total », marque du réseau de distribution de la CFP à l'issue du rachat des marques « Azur » et « Ozo ».
Au cours de la période faste des Trente Glorieuses, il est le principal artisan de la transformation de la CFP en grande compagnie pétrolière française, en dépit de la concurrence vive tant aux niveaux international — essentiellement les activités d'exploration et de production de pétrole brut — que national — principalement l'activité de raffinage et de distribution des produits pétroliers raffinés — avec notamment la création d'une autre grande compagnie française, la Société Elf.
Il siège dans divers conseils d'administration jusqu'en 1978, comme ceux de la CFP, de Total chimie et du Crédit National.